# Imagine (album John Lennon)
Imagine è il quinto album in studio di John Lennon, pubblicato nel 1971.
Seconda opera di Lennon dopo lo scioglimento dei Beatles, ebbe un grande successo commerciale, raggiungendo rapidamente il primo posto nelle classifiche di vendita di molti paesi del mondo, come Regno Unito, Stati Uniti, Australia, Paesi Bassi, Italia, Giappone e Norvegia, il secondo in Canada, il quinto in Francia ed il decimo in Germania.
Lennon osservò che il contenuto musicale dell'album era paragonabile a quello del precedente, e meno fortunato, John Lennon/Plastic Ono Band; la differenza, disse, è che Imagine era "ricoperto di cioccolato per il piacere del pubblico". La frase va probabilmente riferita all'abbondante uso di sezioni di archi (aggiunti nelle ultime fasi della produzione del disco, nel luglio del 1971).
Nel 2020, la rivista Rolling Stone ha classificato Imagine alla posizione numero 223 nella sua lista dei migliori 500 album di sempre.

## Descrizione

### Storia
Le tracce base dell'album Imagine furono composte e registrate nello studio casalingo dei Lennon, gli Ascot Sound Studios a Tittenhurst Park, la residenza in stile Tudor della coppia. A partire dalla fine di giugno, Lennon si stabilì in studio chiamando a raccolta Nicky Hopkins, Alan White e Jim Keltner. Anche l'ex compagno nei Beatles George Harrison si aggiunse alla comitiva per contribuire alle parti di chitarra solista, poco tempo prima di organizzare The Concert for Bangladesh.
Il materiale presente su Imagine venne scritto ed inciso durante un periodo di particolare conflittualità tra John Lennon e Paul McCartney, a seguito dello scioglimento dei Beatles dell'anno precedente, e dopo che McCartney aveva citato in giudizio i suoi ex tre compagni davanti all'alta corte di giustizia per ottenere il dissolvimento ufficiale della loro società. George Harrison, anch'egli all'epoca in pessimi rapporti con McCartney, partecipò a circa la metà delle dieci tracce presenti in Imagine, inclusa la brutale How Do You Sleep?, brano scritto in risposta ai presunti attacchi personali alla coppia Lennon/Ono ricevuti da McCartney sul recente album Ram. Anche se Lennon cercò di placare le polemiche sostenendo alla metà degli anni settanta di aver scritto How Do You Sleep? con in mente se stesso, nel 1980 egli rivelò: «Usai il mio risentimento verso Paul... per creare una canzone... non era una vendetta terribile e crudele... Utilizzai semplicemente il mio risentimento verso di lui e l'allontanamento dai Beatles, e i rapporti con Paul, per comporre How Do You Sleep. Non è che me ne vado sempre in giro con quei pensieri in testa... »

### Contenuti
La maggior parte dei brani furono incisi da Lennon nella sua tenuta di Tittenhurst, con la coproduzione della moglie Yōko Ono e di Phil Spector. Delle registrazioni furono realizzate molte riprese video, che documentano l'evoluzione dei brani; alcune sequenze si trovano nel film Imagine di Steve Gebhart.
Il brano che dà il titolo all'album, Imagine, è probabilmente il più rappresentativo di tutta la produzione di Lennon. Fu concepito come "un messaggio per il mondo", un inno alla pace e all'eguaglianza. Molto celebre è anche Jealous Guy, scritta da Lennon in India nel 1968 all'epoca del White Album (il brano si intitolava originariamente Child of Nature).
Oltre alla ballate romantiche, come Oh My Love e How?, l'album include alcuni brani più decisamente rock; fra questi, Gimme Some Truth (originariamente scritta per i Beatles, ai tempi di Let It Be) e I Don't Want to Be a Soldier, che riprende in parte la sperimentazione con i temi musicali ossessivo-cacofonici di I Want You (She's So Heavy) (Abbey Road) e di alcuni brani di Plastic Ono Band.
Particolarmente discussa fu How Do You Sleep? (con George Harrison alla chitarra elettrica), che attaccava apertamente Paul McCartney, e che rappresentò la risposta di Lennon ad alcune (più velate) provocazioni lanciate da McCartney a Lennon sull'album Ram. 
Nel 2000, Yoko Ono ha supervisionato il remixaggio della versione rimasterizzata dell'album.

### Copertina e grafica
La copertina mostra un ritratto in primo piano di Lennon tratto da una Polaroid scattata da Yoko Ono. Il concept originale per la copertina proviene da una fotografia di Lennon scattata da Andy Warhol. La fotografia del retro-copertina è anch'essa opera di Yoko Ono. Sempre sul retro è presente una citazione tratta dal libro Grapefruit della Ono (del quale i Lennon stavano all'epoca promuovendo la ristampa in Gran Bretagna): "Imagine the clouds dripping. Dig a hole in your garden to put them in." Come inserto interno, era presente una cartolina con una foto di Lennon che tiene per le orecchie un maiale (ironico riferimento alla copertina dell'album Ram di Paul McCartney, dove Paul teneva per le corna un montone).

## Critica e riconoscimenti
| Recensione                    | Giudizio    |
| ----------------------------- | ----------- |
| Ondarock                      | Consigliato |
| AllMusic                      | [ 12 ]      |
| Robert Christgau              | A           |
| Mojo                          | [ 14 ]      |
| MusicHound                    | [ 15 ]      |
| Paste                         | [ 16 ]      |
| Q                             | [ 17 ]      |
| The Rolling Stone Album Guide | [ 18 ]      |
| Piero Scaruffi                | [ 19 ]      |
| Uncut                         | [ 20 ]      |

All'uscita del disco, Rolling Stone lo recensì abbastanza freddamente scrivendo "contiene una sostanziale porzione di buona musica, ma, se lo paragoniamo all'album precedente (di molto superiore), ci sono avvisaglie della possibilità che i suoi messaggi sembreranno presto non solo noiosi ma anche irrilevanti". Nel 2003, Imagine si piazzò all'80º posto nella classifica di Rolling Stone dei 500 migliori dischi di tutti i tempi.
Dopo la morte di Lennon, Imagine, insieme ad altri sette dei suoi album, fu ristampato dalla EMI come parte di un cofanetto box set, pubblicato nel Regno Unito il 15 giugno 1981. Come la sua title track, l'album Imagine divenne un enorme successo postumo a livello internazionale. Il disco rientrò in classifica nel 1981, raggiungendo la posizione numero 3 in Norvegia, la 5 in Gran Bretagna, la 34 in Svezia, e la 63 negli Stati Uniti. Nel 2000, Yoko Ono supervisionò la rimasterizzazione di Imagine. Nel febbraio 2000, la versione rimasterizzata e remixata raggiunse la posizione numero 11 in Giappone. Nel 2003 è stato ristampato dalla Mobile Fidelity Sound Lab in formato gold CD e su vinile 180 grammi. Nell'ottobre 2010, venne pubblicata una seconda versione rimasterizzata dell'album, e il disco rientrò in classifica alla posizione numero 88 nella Billboard Top 200. Nel 2018, l'album è stato nuovamente rimasterizzato e ristampato in versione estesa come Imagine: The Ultimate Collection con l'aggiunta di varie bonus track.

## Tracce
Lato A
Testi e musiche di John Lennon.
1. Imagine – 3:07
2. Crippled Inside – 3:47
3. Jealous Guy – 4:14
4. It's So Hard – 2:25
5. I Don't Wanna Be a Soldier Mama, I Don't Wanna Die – 6:05

Lato B
Testi e musiche di John Lennon, tranne dove indicato diversamente.
1. Gimme Some Truth – 3:16
2. Oh My Love – 2:44 (Lennon, Yōko Ono)
3. How Do You Sleep? – 5:36
4. How? – 3:43
5. Oh Yoko! – 4:20

## Formazione
- John Lennon – voce (tutte le tracce), pianoforte (1, 7 & 9), chitarra elettrica (2, 4-6, 8 & 10) ed acustica (3), fischio (3), armonica (10)
- George Harrison – dobro (2), slide guitar (5, 6 & 8), chitarra elettrica (7)
- Nicky Hopkins – tack piano (2), piano (3, 5, 6, 9 & 10), pianoforte elettrico (7 & 8)
- Klaus Voormann – basso (tutte le tracce, tranne la 2) e contrabbasso (2)
- Alan White – batteria (1 & 6-10), vibrafono (3 & 5), tingsha (cimbali tibetani) (7)
- Jim Keltner – batteria (2, 3 & 5)
- Jim Gordon – batteria (4)
- King Curtis – sassofono (4 & 5)
- John Barham – harmonium (3), vibrafono (9)
- Joey Molland, Tom Evans – chitarra acustica (3 & 5) (riportati come "Joey and Tommy of Badfinger")
- John Tout – piano (2 & 8) (incorrettamente riportato come "chitarra acustica"[30])
- Ted Turner – chitarra acustica (2 & 8)
- Rod Linton – chitarra acustica (2, 6, 8 & 10)
- Andy Davis – chitarra acustica (6 & 8-10)
- Mike Pinder – tamburello (3 & 5)
- Steve Brendell – contrabbasso (2), maracas (5)
- Phil Spector – armonie vocali (10)
- The Flux Fiddlers (membri della New York Philharmonic) – orchestrazione (1, 3-5, 8 & 9)

## Crediti
- John Lennon, Yōko Ono e Phil Spector – produttore
- Yōko Ono – fotografie
- Registrato presso Ascot Sound Studios (Ascot, Berkshire, Regno Unito), Record Plant (New York, Stati Uniti) e Abbey Road Studios (Londra, Regno Unito)